# Haris Silajdžić
Haris Silajdžić (født 1. oktober 1945 i Sarajevo, Bosnien-Hercegovina, Jugoslavien) er en bosnisk politiker.
Han var udenrigsminister i Bosnien-Hercegovina mellem 1990 og 1993 og premierminister fra den 25. oktober 1993 til den 30. januar 1996.